# プレイハウスディズニー

プレイハウスディズニー

プレイハウスディズニー（英語：Playhouse Disney、元々は英語でディズニー・チャンネル リトルキッズとして知られていた：Disney Channel Little Kids）は、国際的なテレビチャンネルであり、ディズニー・チャンネルのプログラミングブロックだった。ウォルト・ディズニー・カンパニーの一部門であるディズニー・チャンネル・ワールドワイドが所有されていた。

## 歴史
アメリカでは1997年4月7日にディズニー・チャンネルの放送枠として開始したのが最初である。1999年2月1日より「プレイハウスディズニー」に変更された。
2010年、ディズニーはプレイハウスディズニーがディズニージュニアとしてリニューアルすると発表した。2011年2月13日より変更。
日本では2003年11月19日よりディズニー・チャンネルの放送枠として放送開始、2011年7月3日にはディズニージュニアという名前でリニューアルしている。

## 過去に放送された作品
- ノック! ノック! ようこそベアーハウス（2003年11月19日 - ?）
- アート・クリック（不明）
- パズル・プラス（不明）
- かわうそファミリー（2003年11月19日 - ?）
- ローリー・ポーリー・オーリー（2003年11月19日 - ?）
- ザ・ブック・オブ・プー（2003年11月 - ?）
- スタンリー（不明）
- ジョジョ・サーカス（不明）
- みんなヒーロー! 〜ヒグリータウンのなかまたち〜（不明）
- コアラ・ブラザーズ（2005年秋頃 - ?）
- ミッキーマウス クラブハウス（不明）
- リトル・アインシュタイン（不明）
- おたすけマニー（不明）
- プーさんといっしょ（不明）
- きんきゅうしゅつどう隊 OSO（不明）
- ジャングル・ジャンクション（不明）
- メイシー（? - 2011年）
- Hello!オズワルド（不明）[1]
- ザ・ウィグルス（2007年11月5日[2] - ?）
- ウィグルス放送局（不明）
- バーニー&フレンズ(不明）